# Chronologie de la guerre froide
La guerre froide est la période de tensions et de confrontations idéologiques et politiques entre les deux superpuissances que furent les États-Unis et l’Union des républiques socialistes soviétiques (URSS) et leurs alliés respectifs, entre 1947 et la dislocation de l'URSS en 1991.
C’est en 1945 sous la plume de l'écrivain George Orwell que l’expression « guerre froide », déjà utilisée au XIVe siècle, apparaît. Elle est vite popularisée par le journaliste Walter Lippmann[réf. souhaitée]. D'après Raymond Aron, il s'agissait d'une « guerre limitée » ou «paix belliqueuse» dans un monde bipolaire où les belligérants évitaient l’affrontement direct, d'où l'expression « Paix impossible, guerre improbable ».
De nombreux conflits, depuis la guerre de Corée, la guerre du Viêt Nam jusqu’à la guerre d'Afghanistan, ont illustré l'opposition entre Soviétiques et Américains. Les pays du tiers monde tels que l’Inde de Nehru, l’Égypte de Nasser et la Yougoslavie de Tito formèrent pour un temps le mouvement des non-alignés, proclamant leur neutralité et jouant de la rivalité entre les blocs pour obtenir des concessions.
La chronologie qui suit n'indique que les événements liés aux relations internationales ; pour plus de détails, consulter les chronologies par année (ex : 1947) ou par pays (ex : 1947 en France).

## Guerre froide: 1947 - 1953

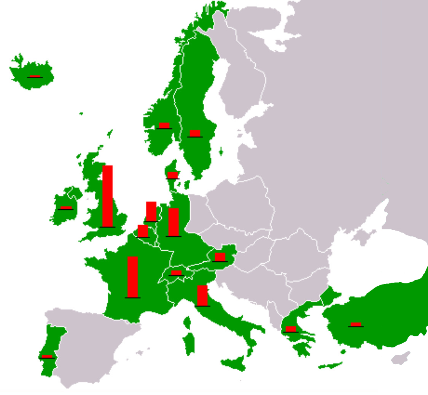
Carte de l'Europe pendant la guerre froide montrant les pays ayant reçu l'aide du plan Marshall.

### 1947
- 1er janvier : création de la Bizone — les Américains et les Britanniques unifient leurs zones d'occupation en Allemagne.
- 12 mars : doctrine Truman — le président américain Harry S. Truman demande au Congrès l’octroi d’une aide économique et militaire à la Grèce et à la Turquie en substitution du Royaume-Uni. Cette doctrine doit permettre l'endiguement (containment) de l’expansion soviétique en Europe.
- 17 mars : la France, le Royaume-Uni et le Benelux signent le premier traité de défense mutuelle et de sécurité[3]
- 21 mars : Harry S. Truman Loyalty Program — début des enquêtes sur les infiltrations communistes dans l'administration américaine.
- 5 juin : annonce du plan Marshall — le secrétaire d'État des États-Unis, le général George Marshall, prononce un discours à l'université Harvard dans lequel il expose la volonté des États-Unis de contribuer au rétablissement de l'Europe pour contrer l'influence montante de l'URSS.
- 26 juillet : vote du National Security Act qui réorganise l’Armée, la Marine et l’Aviation et porte création d’un National Security Council doté d’une agence chargée de coordonner les activités de renseignement, la CIA (Central Intelligence Agency).
- 22 septembre : doctrine Jdanov — Andreï Jdanov présente la nouvelle orientation politique soviétique face au camp occidental, en réaction à la doctrine Truman. Son discours qualifie le camp américain d'« antidémocratique et impérialiste ». Quelques jours plus tard est fondé le Kominform (« Bureau d'information des partis communistes ») pour favoriser la coopération des Partis communistes européens.
- 5 octobre : création du Kominform (Bureau d'information des partis communistes)
- 2 décembre : signature du Traité interaméricain d'assistance réciproque — le TIAR doit garantir la paix et la sécurité du continent américain, sous l'égide des États-Unis. Il entre en vigueur le 3 décembre de la même année[3].

### 1948

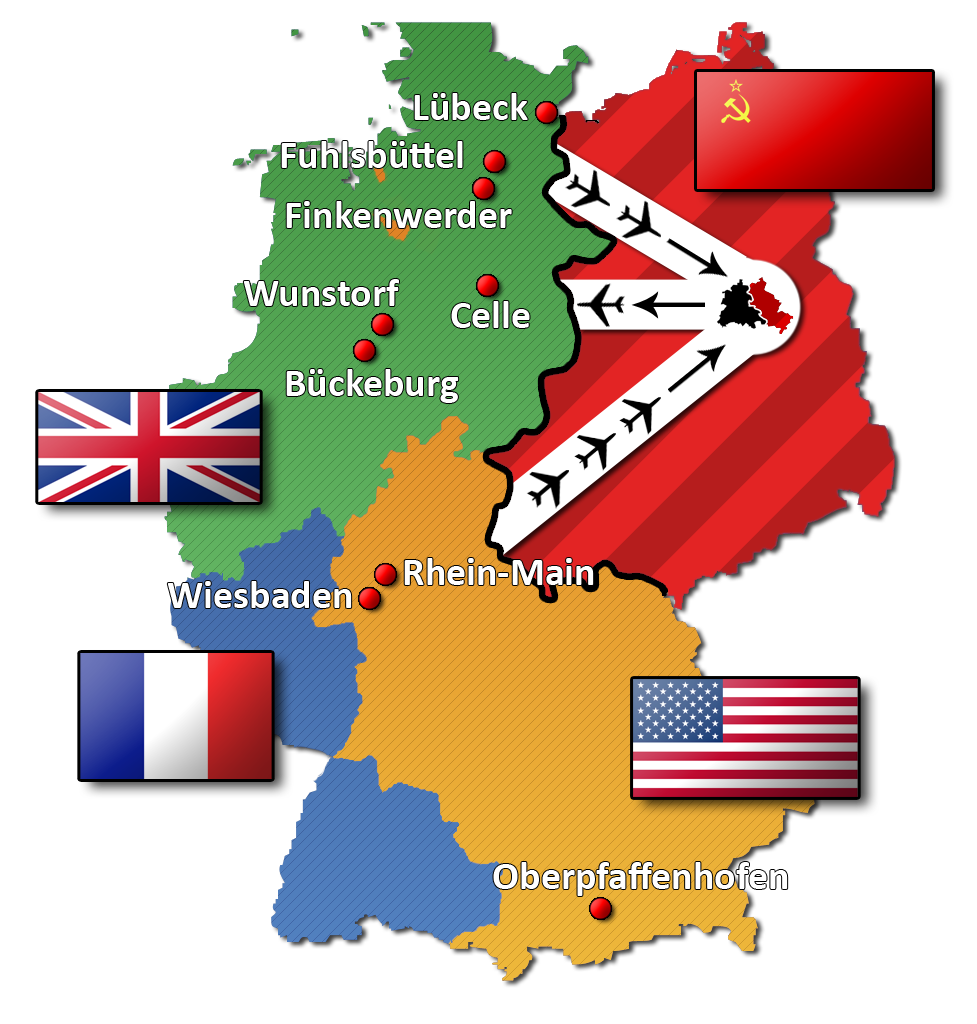
Aéroports et couloirs de vol du pont aérien pendant le blocus de Berlin.

- 12-25 Février : coup de Prague — le Parti communiste prend le contrôle de la Tchécoslovaquie après que son président Edvard Beneš a accepté le renvoi de tous les ministres non communistes.
- 17 mars : signature du traité de Bruxelles : alliance défensive entre la France, le Royaume-Uni et le Benelux. Il donnera naissance à l'Union occidentale qui préfigurera elle-même l'Union de l'Europe occidentale (UEO).
- 3 avril : entrée en vigueur du plan Marshall — après la conférence de Paris et l'accord du Congrès américain, Harry S. Truman signe le document.
- 16 avril : création de l'Organisation européenne de coopération économique — l'OECE doit répartir les crédits accordés par le plan Marshall entre les pays de l'Europe occidentale. Elle contribua également à la libéralisation des échanges et permit le renforcement de la coordination économique entre les pays membres.
- 30 avril : création de l'Organisation des États américains — l'OEA est une alliance de plusieurs pays du continent américain autour des États-Unis.
- 16 juin : insurrection communiste en Malaisie contre les forces britanniques et du Commonwealth.
- 20 juin : naissance du Deutsche Mark dans l'Ouest de l'Allemagne.
- 24 juin : début du blocus de Berlin — l'Union soviétique bloque les voies d’accès terrestre à Berlin-Ouest.
- 28 juin : retrait de la Yougoslavie du camp soviétique — les dirigeants yougoslaves sont condamnés par le Kominform[4].
- 15 août : création de la république de Corée.
- 9 septembre : l'URSS déclare que le gouvernement de la république démocratique de Corée est le seul légitime ; Kim Il-sung en est le Premier ministre.

### 1949

L'extension de l'OTAN.

- 5 janvier : fondation du Conseil d'assistance économique mutuelle — le CAEM est une organisation d'entraide économique entre les démocraties populaires d'Europe orientale et l'URSS.
- 4 avril : création de l'OTAN — l'Organisation du traité de l'Atlantique nord est une alliance militaire de 10 pays d'Europe occidentale, du Canada et des États-Unis.
- 12 mai : fin du blocus de Berlin — grâce au pont aérien mis en place par les États-Unis et leurs alliés, le blocus est un échec et Staline doit le lever.
- 23 mai : création de la RFA — la fusion des zones anglo-américaine et française donne naissance à la République fédérale d'Allemagne dont la capitale est Bonn.
- 29 août : premier test pour la bombe atomique soviétique — les États-Unis ne sont plus les seuls à disposer de l'arme nucléaire.
- 13 septembre : veto de l'URSS sur l'entrée de Ceylan, de la Finlande, de l'Islande, de l'Italie, de la Jordanie et du Portugal dans l'ONU.
- 1er octobre : naissance de la république populaire de Chine. Après la guerre civile, Mao Zedong est victorieux et fonde la Chine communiste. Indépendance de facto de Taïwan où subsiste la république de Chine, évacuée du continent.
- 7 octobre : naissance de la République démocratique allemande dont la capitale est Berlin-Est.
- 16 octobre : fin de la guerre civile grecque — La défaite de l'insurrection communiste marque l'arrêt de la progression communiste en Europe.

### 1950
- 14 février : signature du pacte sino-soviétique — traité d'amitié, d'alliance et d'assistance mutuelle signé entre la république populaire de Chine et l'URSS.
- 1er mars : Tchang Kaï-chek déplace son gouvernement à Taipei (Taïwan), où il reprend ses fonctions de président de la république de Chine.
- 9 mai :déclaration Schuman — le discours de Robert Schuman, ministre français des Affaires étrangères mènera à la création en 1951 de la Communauté européenne du charbon et de l'acier (CECA), première des Communautés européennes.
- 25 juin : début de la guerre de Corée — les troupes de la Corée du Nord envahissent la Corée du Sud. Deux jours plus tard, les Nations unies décident de soutenir la Corée du Sud.
- 27 juin : le président américain Truman envoie l’armée américaine soutenir la Corée du Sud après l’appel de l’ONU.
- 24 octobre : succès de la contre-offensive américaine en Corée. Les forces américaines repoussent les Nord-Coréens jusqu'à la rivière Yalu, proche de la frontière chinoise.
- 26 novembre : la Chine lance 54 divisions dans la bataille de Corée pour éviter la défaite totale de la Corée du Nord.

### 1951
- 17 janvier : prise de Séoul par les troupes communistes.
- 14 mars : les forces américano-onusiennes parviennent à reprendre Séoul à la suite de plusieurs offensives acharnées et à repousser les forces communistes au-dessus du 38e parallèle, frontière d'avant la guerre.
- 18 avril : création de la CECA.
- 23 juin : le représentant Soviétique à l'ONU, Jacob Malik, propose une trêve en Corée.
- 10 juillet : début des pourparlers d'armistice en Corée. Les négociations vont durer deux ans.
- 1er septembre : signature de l'Australia, New Zealand, United States Security Treaty.
- 20 septembre : entrée de la Grèce et de la Turquie dans l'OTAN.

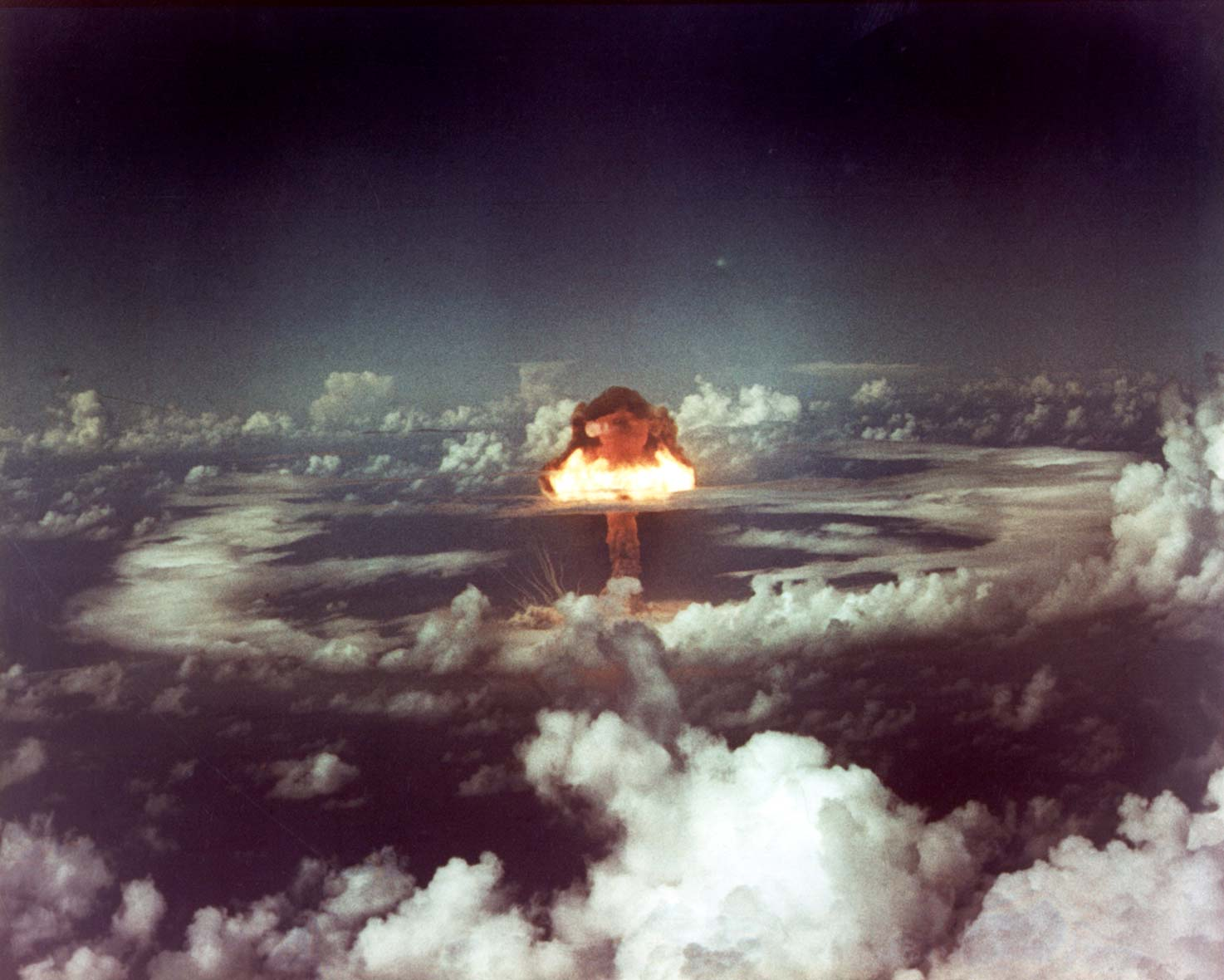
Essai de la bombe H : Ivy King.

### 1952
- 28 avril : souveraineté du Japon — fin de l'occupation américaine.
- 21 juin : lancement du premier sous-marin nucléaire américain, l'USS Nautilus.
- 30 juin : fin du plan Marshall.
- 3 octobre : le royaume-Uni fait exploser sa première bombe atomique.
- 1er novembre : explosion de la première Bombe H (opération Ivy).

### 1953
- 20 janvier : Dwight D. Eisenhower devient président des États-Unis.
- 5 mars : mort de Staline.
- 16-17 juin : insurrection de juin 1953 en Allemagne de l'Est.
- 27 juillet : armistice dans la guerre de Corée — Il fut signé à Panmunjom par l'ONU, la Chine et la Corée du Nord.
- 12 août : explosion de la première bombe H soviétique.
- 19 août : opération Ajax — le Premier ministre iranien Mohammad Mossadegh, qui entreprend la nationalisation du pétrole, est éloigné du pouvoir à la suite d’un complot orchestré par les services secrets britanniques et américains.
- 7 septembre : Nikita Khrouchtchev devient le dirigeant de l'URSS.

## Coexistence pacifique: 1954 - 1962

L'Europe au temps du rideau de fer (vers 1955).
Bloc de l'Ouest, pays de l'OTAN
Bloc de l'Est, pays du Pacte de Varsovie
Pays Neutre
Mouvement des non-alignés L'Albanie finira par rompre avec l'URSS pour s'aligner sur la Chine Populaire.

- Bloc de l'Ouest, pays de l'OTAN
- Bloc de l'Est, pays du Pacte de Varsovie
- Rideau de fer
- Pays Neutre
- Mouvement des non-alignés

### 1954
- 7 mai : défaite française de Dien Bien Phu — l'Indochine française est divisée en quatre pays indépendants parmi lesquels le Vietnam du Nord communiste et le Vietnam du Sud anticommuniste.
- 18 juin : renversement du gouvernement de Jacobo Arbenz Guzmán au Guatemala — accusé par Washington de sympathies communistes, le gouvernement est renversé par l'armée du colonel Carlos Castillo Armas soutenue par la CIA. Guérilla marxiste.
- 23 juillet : Gamal Abdel Nasser seul dirigeant de l'Égypte
- 1 Aout : fin de la guerre d'Indochine
- 11 août : première crise du détroit de Taïwan
- 8 septembre : fondation de l'Organisation du Traité de l'Asie du Sud-Est

### 1955
- 24 février : signature du pacte de Bagdad pour contenir la progression communiste dans le Moyen-Orient.
- mars : aide soviétique à la Syrie.
- 18-24 avril : conférence de Bandung en Indonésie — Le communiqué final de la conférence de Bandung est marqué par le neutralisme et les principes de la coexistence pacifique mais peine à déterminer une ligne commune face aux « Grands ».
- 9 mai : la RFA rejoint l'OTAN.
- 14 mai : signature du pacte de Varsovie
- 15 mai : fin de l'occupation alliée de l'Autriche — le pays se déclare neutre.
- 18 juillet : sommet de Genève.

### 1956
- 25 février : La déstalinisation est officialisée par le rapport secret de Khrouchtchev divulgué lors du XXe congrès du Parti communiste d'Union soviétique.
- 28 juin : soulèvement de Poznań en 1956 — la première révolte du peuple polonais contre le régime communiste de la république populaire de Pologne se transforme en un affrontement avec l'armée polonaise qui ouvre le feu sur les manifestants civils.
- 26 juillet : nationalisation du canal de Suez — Nasser nationalise la compagnie du canal de Suez dans le but de financer la construction du barrage d'Assouan.
- 23 octobre : insurrection de Budapest (république populaire de Hongrie) — soulèvement des Hongrois contre le régime communiste. L'URSS envoie des chars au début du mois de novembre afin d'écraser l'insurrection. La reprise en main s'accompagne de centaines d'exécutions et de milliers d'emprisonnements.
- 29 octobre : crise du canal de Suez.

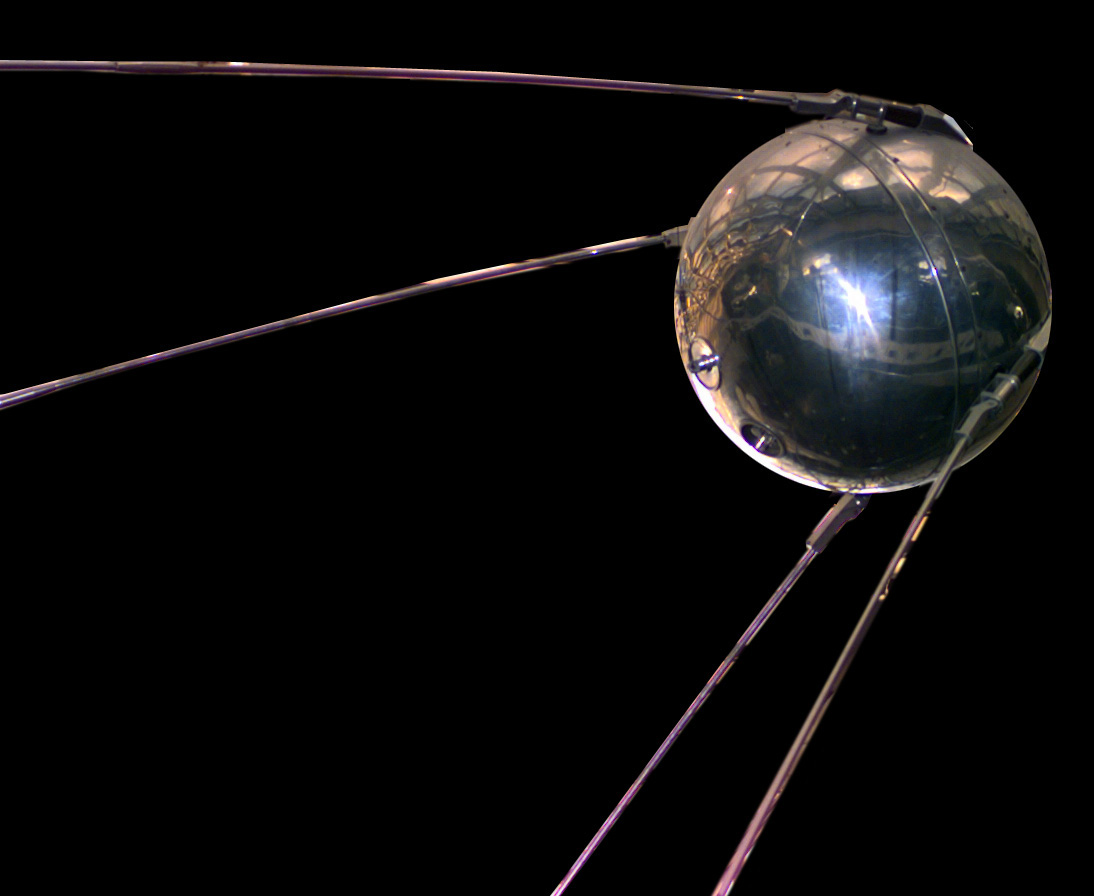
Spoutnik 1, le premier satellite artificiel.

### 1957
- 5 janvier : doctrine Eisenhower.
- 25 mars : traité de Rome et création de la Communauté économique européenne (CEE).
- 4 octobre : lancement du satellite Spoutnik par l'URSS — cet événement marque le début de la course à l'espace entre les deux Grands.

### 1958
- 1er février : création de la République arabe unie (RAU), union entre l'Egypte et la Syrie qui relève du panarabisme nassérien. Elle sera rejoint par le Yémen pour une courte durée, avant d'être abandonnée en 1961 à la suite de la sécession de la Syrie le 13 octobre.
- 14 juillet : révolution du 14 juillet en Irak — le général Abdul al-Karim Qasim renverse le roi Fayçal II et le régent Abdul Illah. L'Irak commence à recevoir l'aide de l'URSS et se retire du pacte de Bagdad le 24 mars 1959.
- 23 août : seconde crise du détroit de Taïwan — la Chine bombarde Quemoy.
- Août : déploiement de missiles balistiques américains (Thor IRBM) sur le sol du Royaume-Uni.
- 27 novembre : l'ultimatum de Khrouchtchev réclamant la fin de la partition de la capitale allemande marque le début de la crise de Berlin.

### 1959
- 1er janvier : révolution cubaine — Fidel Castro renverse la dictature de Batista.
- 24 juillet : rencontre à Moscou du vice-président américain Richard Nixon et du dirigeant soviétique Nikita Khrouchtchev.
- 14 septembre : exploit de l'aérospatiale soviétique avec l'envoi de la toute première sonde sur le sol lunaire (lancement le 12 septembre 1959 depuis Baïkonour)
- 15 au 29 septembre : Khrouchtchev en visite aux États-Unis.

### 1960
- Avril : déploiement des missiles balistiques américains PGM-19 Jupiter sur le sol italien.
- 1er mai : le pilote américain Francis Gary Powers est abattu à bord de son U-2 au-dessus de l'URSS. Le pilote est capturé après son sauvetage en parachute.
- Juin : rupture sino-soviétique — Moscou retire son assistance technique et met fin à son aide à la Chine.
- 31 juillet : défaite des insurgés communistes en Malaisie.
- 9 août : début de la révolte des communistes du Pathet Lao au Laos.
- 20 décembre : création du Front national de libération du Sud Viêt Nam (Viet Cong).

### 1961

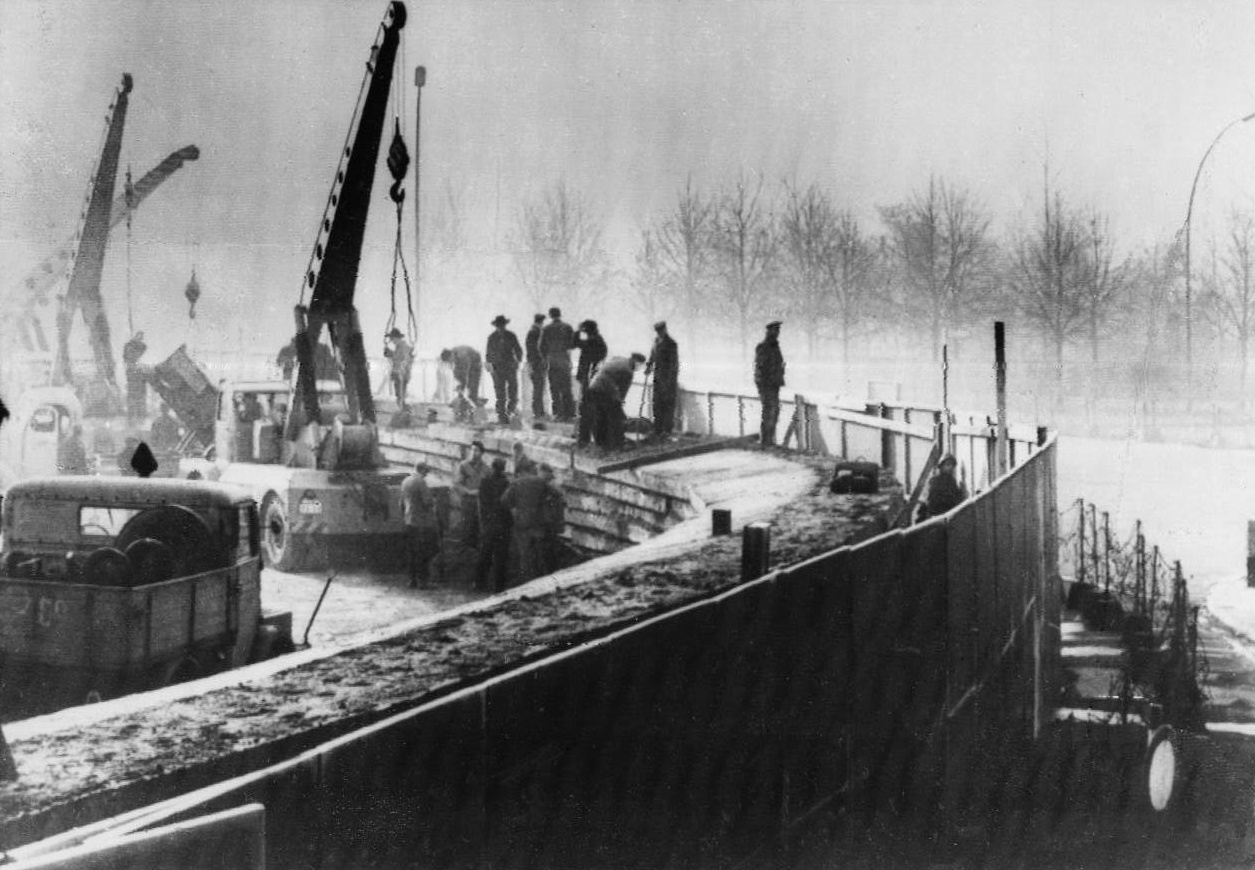
Construction du mur de Berlin (1961).

- 20 janvier : John F. Kennedy devient président des États-Unis.
- 4 février : début de l'insurrection des nationalistes et des communistes contre la métropole portugaise en Angola.
- 12 avril : l'URSS envoie le premier homme dans l'espace, Youri Gagarine.
- 15 avril : débarquement de la baie des Cochons à Cuba — des Cubains anticastristes soutenus et entraînés par la CIA échouent dans leur tentative de renverser le régime de Fidel Castro.
- 1er mai : les États-Unis envoient les premiers conseillers militaires au Viêt Nam.
- 25 mai : Kennedy annonce son intention d'envoyer des Américains sur la lune (Special Message to the Congress on Urgent National Needs).
- 4 juin : Kennedy rencontre Khrouchtchev à Vienne en Autriche.
- 13 août: construction du Mur de Berlin — les autorités est-allemandes entendent empêcher l'exode vers Berlin-Ouest.
- 17 août : début de l'Alliance pour le Progrès — afin de renforcer la coopération entre l'Amérique du Nord et l'Amérique du Sud, ces aides économiques visaient à dynamiser le développement économique et social de l'Amérique latine et contrer la menace communiste. Les objectifs de l'Alliance furent formulés dans le cadre de la doctrine Kennedy qui précisait la politique des États-Unis à l'égard du continent pendant les années 1960.
- 31 octobre : explosion de la Tsar Bomba en URSS, la plus puissante arme nucléaire de l’histoire.

### 1962
- 8 septembre : guerre sino-indienne — la Chine attaque l'Inde afin d'annexer plusieurs régions frontalières.
- 16 octobre : crise des missiles de Cuba

## Détente: 1963 - 1974

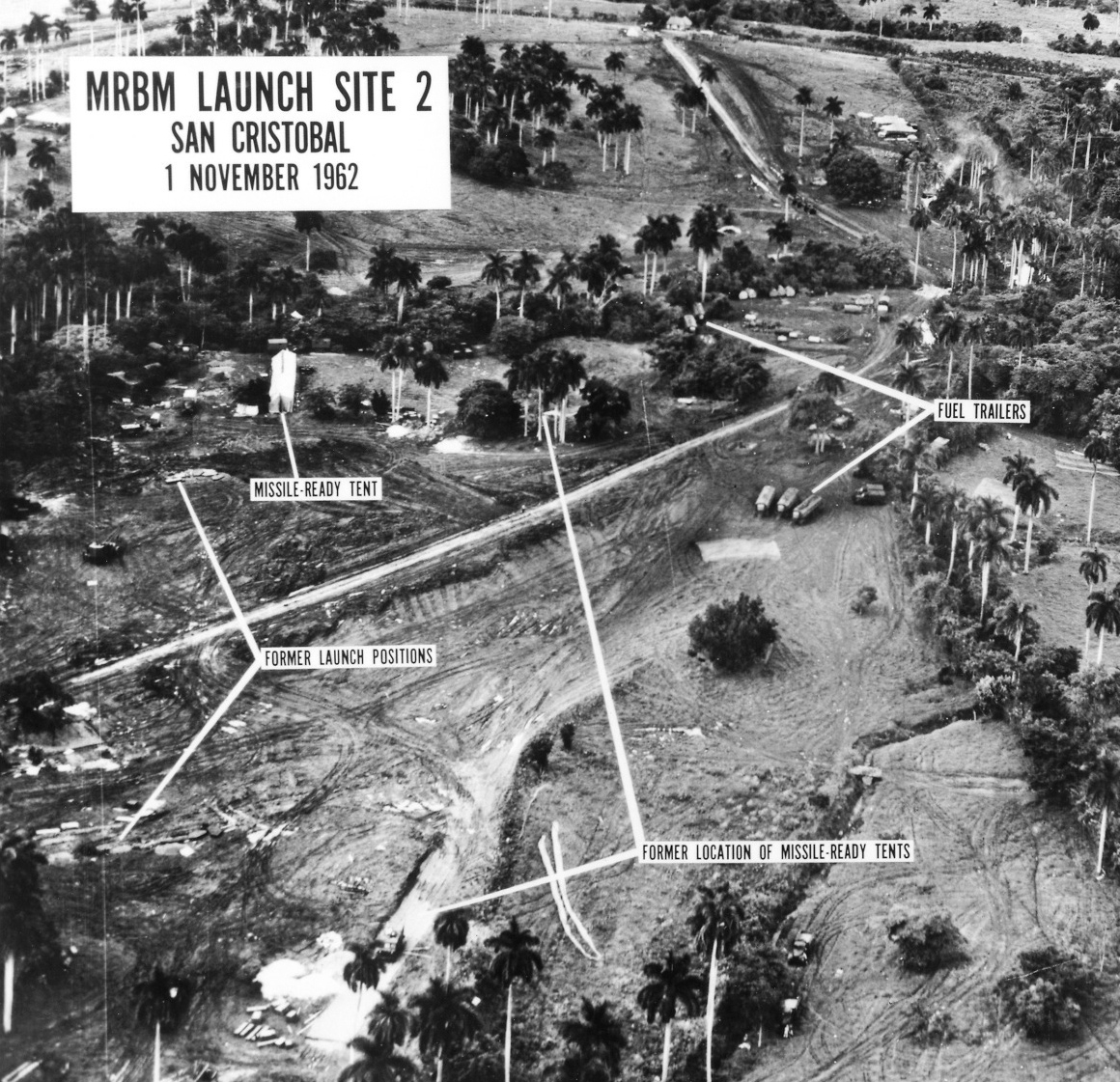
Photographie aérienne des missiles nucléaires soviétiques installés à Cuba.

### 1963
- 20 juin : mise en place du Téléphone rouge — il s'agit d'une ligne de communication directe établie entre les États-Unis et l’Union soviétique (plus précisément entre Washington et Moscou) après que la crise des missiles eut mené le monde au bord de la guerre mondiale.
- 26 juin : John F. Kennedy prononce son célèbre discours 'Ich bin ein Berliner' à l’occasion d'une visite officielle à Berlin-Ouest.
- 5 août : Traité d'interdiction partielle des essais nucléaires — signé à Moscou par les États-Unis, l'URSS et le Royaume-Uni, l'accord porte sur l'interdiction des essais d'armes nucléaires dans l'atmosphère, dans l'espace extra-atmosphérique et sous l'eau.
- 2 novembre : le président sud-vietnamien Ngô Đình Diệm est renversé avec l'assentiment des États-Unis ; il est assassiné peu après.
- 22 novembre : assassinat de John F. Kennedy.
- 24 novembre : le président Lyndon B. Johnson confirme la poursuite de l'aide économique et militaire au Sud-Viêtnam.

### 1964
- 20 avril : le président américain Lyndon Johnson et Nikita Khrouchtchev annoncent la réduction des armes nucléaires.
- 2-4 août : incidents du golfe du Tonkin — dans les jours qui suivent, le Congrès des États-Unis approuve la résolution du golfe du Tonkin qui permet aux Américains d'intensifier leur implication dans la guerre du Viêt Nam.
- 14 octobre : renversement de Khrouchtchev. Léonid Brejnev devient le dirigeant de l'URSS, avec Alexis Kossyguine comme son premier ministre.
- 16 octobre : la Chine teste sa première bombe atomique.

### 1965
- 2 mars : début de bombardements aériens intensifs par l'aviation américaine sur le Nord-Vietnam.
- 8 mars : au Sud-Viêtnam, début de l'intervention de troupes américaines au sol.
- 28 avril : intervention américaine et de l'OEA en République dominicaine pour renverser Juan Bosch.
- 15 août : deuxième guerre indo-pakistanaise.

### 1966
- 10 mars : la France se retire du commandement intégré de l'OTAN.
- 26 août : guerre sud-africaine de la frontière.

### 1967
- 11 mars : début de la guerre civile au Cambodge.
- 25 avril : signature du Traité de Tlatelolco — 33 pays d'Amérique latine et des Caraïbes s'engagent à interdire les armes nucléaires sur leur sol.
- 23 mai : l'Égypte bloque le détroit de Tiran et envoie des troupes dans la péninsule du Sinaï.
- 25 mai : soulèvement du Naxalbari en Inde — début de l'expansion maoïste, hostile aux États-Unis et à l'URSS.
- 5 juin : début de la guerre des Six Jours — Israël envahit la péninsule du Sinaï.

### 1968
- 5 janvier : début du Printemps de Prague en République socialiste tchécoslovaque — le parti communiste tchécoslovaque introduit le « Socialisme à visage humain » et prône une relative libéralisation.
- 30 janvier : offensive du Tet : attaque du Viêt Cong et du Nord Viêt Nam contre le Sud Viêt Nam.
- 1er juillet : signature du Traité sur la non-prolifération des armes nucléaires
- 21 août : invasion de la Tchécoslovaquie par les troupes du pacte de Varsovie pour mettre fin aux réformes.

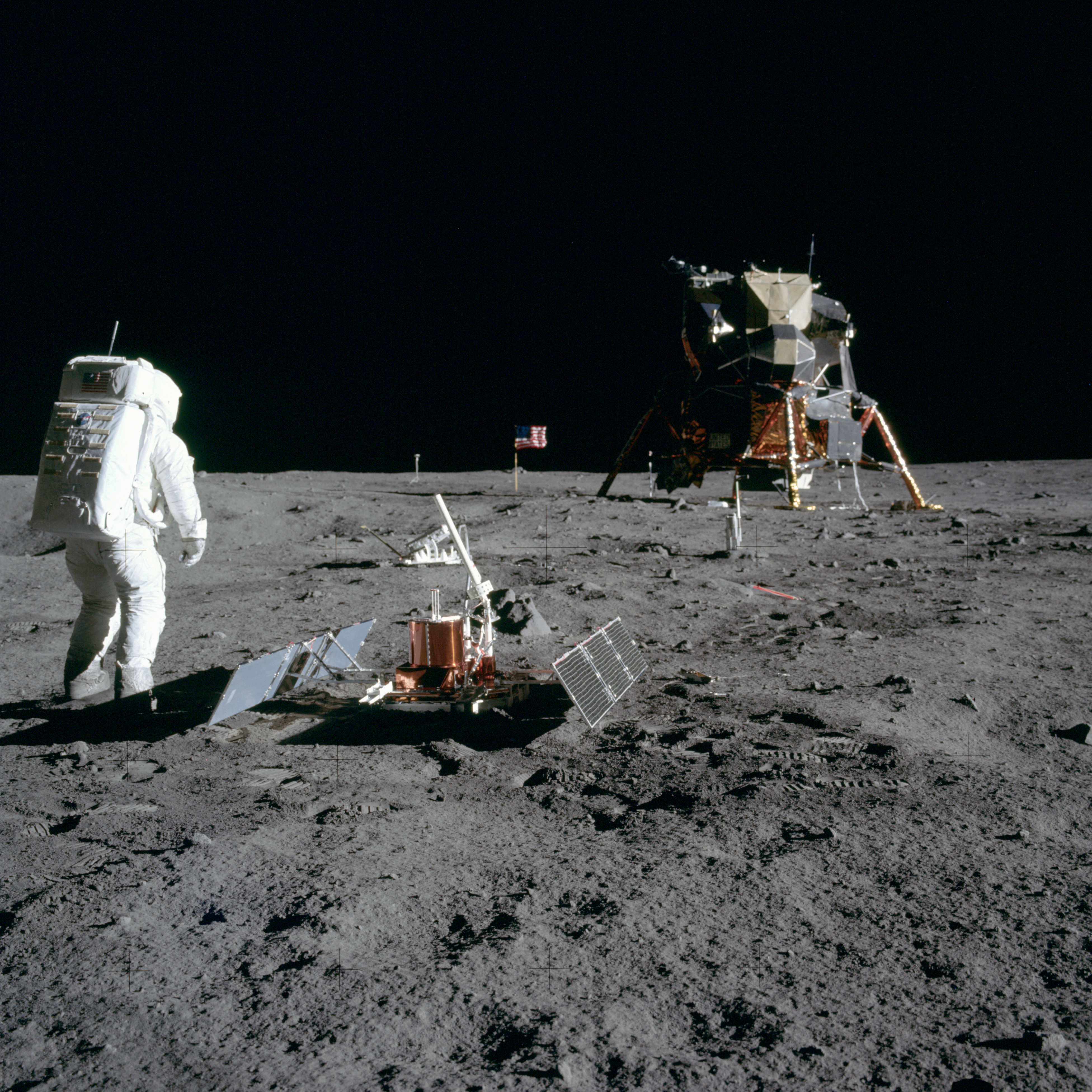
La mission Apollo 11 sur la Lune.

### 1969
- 20 janvier : Richard Nixon devient le président des États-Unis.
- 2 février : conflit frontalier sino-soviétique de 1969.
- 17 mars : début des bombardements américains sur les sanctuaires communistes au Cambodge.
- 20 juin : arrivée de Georges Pompidou au pouvoir en France
- 20 juillet : mission Apollo 11 sur la lune.
- 25 juillet : début du retrait des troupes américaines du Vietnam.
- 1er septembre : coup d'État de Mouammar Kadhafi en Libye ; la monarchie libyenne cède la place à la République arabe libyenne — le dictateur met en place un régime se réclamant du socialisme arabe et du dialogue avec l'URSS.
- 28 octobre : début de l'Ostpolitik du chancelier de la RFA Willy Brandt.

### 1970
- 5 mars : entrée en vigueur du Traité sur la non-prolifération des armes nucléaires.
- 18 mars : Lon Nol prend le pouvoir au Cambodge — les Khmers rouges combattent le nouveau régime.
- 18 novembre : les États-Unis décident d'apporter leur aide à Lon Nol.

### 1971
- 25 mars : troisième guerre indo-pakistanaise — Le Bangladesh se sépare du Pakistan.
- 3 septembre : accord quadripartite sur Berlin signé par le Royaume-Uni, l'URSS, la France et les États-Unis
- 25 octobre : l'Assemblée générale des Nations unies adopte la Résolution 2758, reconnaissant la république populaire de Chine comme seul gouvernement de la Chine, qui devient donc membre du Conseil de sécurité des Nations unies.

### 1972
- 21 février : visite de Richard Nixon en Chine, la première visite d'un président américain en Chine.
- 26 mai : SALT I — les traités SALT I sont signés entre les Américains (R. Nixon) et les Soviétiques (L. Brejnev).
- 1er septembre : l'Américain Bobby Fischer bat le Soviétique Boris Spassky lors du championnat du monde d'échecs 1972.

### 1973

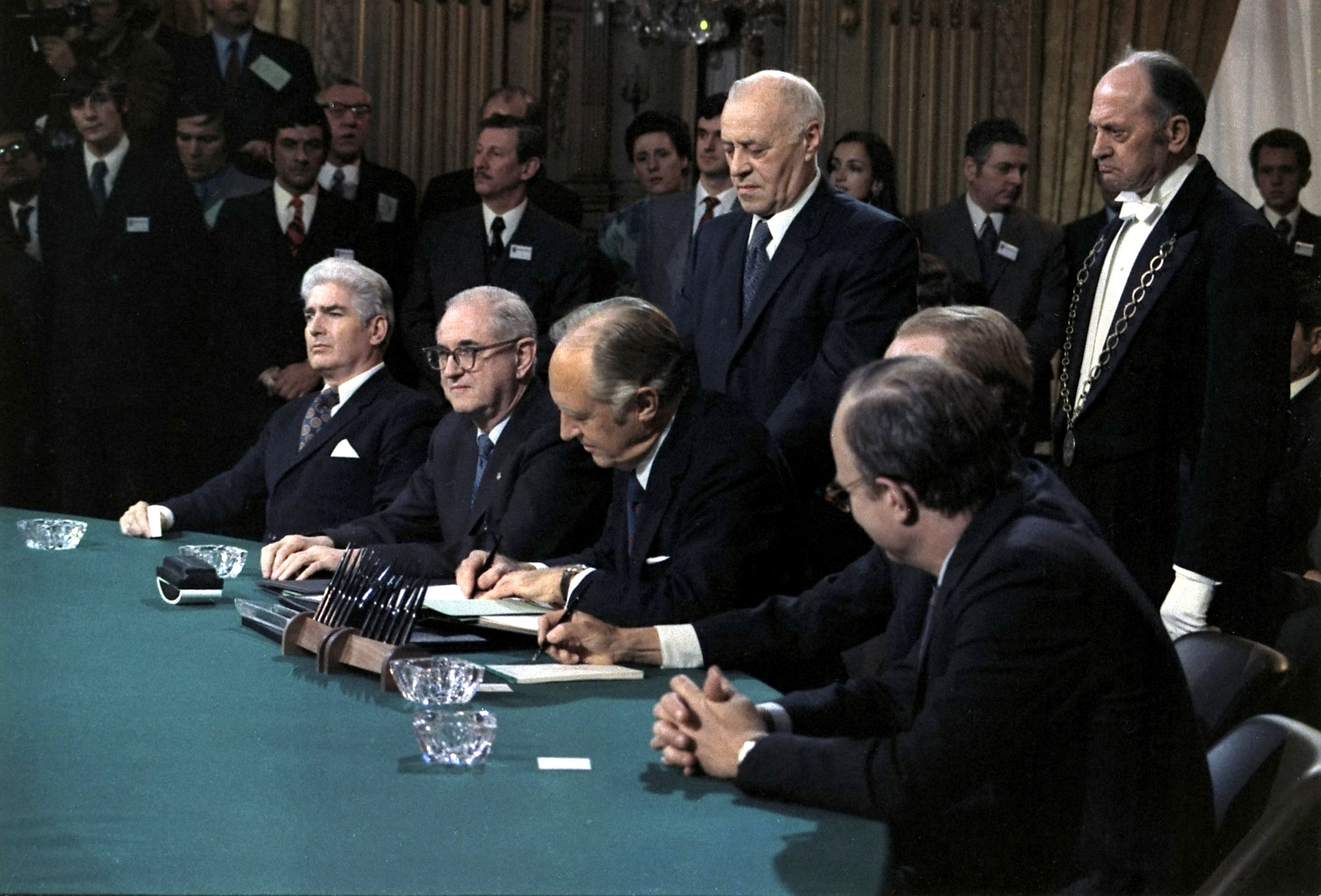
Signature des accords de paix de Paris le 27 janvier 1973.

- 27 janvier : accords de paix de Paris — fin de la guerre du Viêt Nam.
- 11 septembre : coup d'État au Chili — le président socialiste Salvador Allende est déposé par le coup d'État du général Augusto Pinochet soutenu par Washington.
- 6 octobre : guerre du Kippour — l'Égypte et la Syrie attaquent Israël.
- 16 et 17 octobre : premier choc pétrolier, provoqué par la guerre du Kippour.

### 1974
- Juin : fin de l'Organisation du traité de l'Asie du Sud-Est.
- 9 août : Gerald Ford devient président des États-Unis après la démission de Richard Nixon à la suite du scandale du Watergate.
- 12 septembre : révolution éthiopienne — Hailé Sélassié Ier est destitué ; mise en place du Derg, une junte militaire marxiste.

## Guerre  fraîche: 1975 - 1985

### 1975
- 17 avril : au Cambodge, les Khmers rouges prennent Phnom Penh.
- 30 avril : Saïgon est prise par les Nord-Vietnamiens.
- 29 novembre : le Pathet Lao prend le pouvoir au Laos.
- 12 mai : incident du Mayagüez — arraisonnement illégal du porte-conteneurs civil américain SS Mayagüez par les forces Khmers rouges ; les opérations militaires américaines qui s'ensuivent ont pour but de reprendre le navire et libérer son équipage, ce qui mène à d'intenses combats dans l'île de Koh Tang.
- 25 juin : retrait du Portugal de ses colonies africaines — installation de gouvernements marxistes en Angola et au Mozambique.
- Juillet : Mission Apollo-Soyouz — première mission spatiale conjointe entre l'URSS et les États-Unis.
- 1er août : acte final de la Conférence sur la sécurité et la coopération en Europe ouverte à Helsinki en 1973.

### 1976
- 24 mars : coup d'État et début de la dictature militaire en Argentine (1976-1983)
- 20 juillet : retrait du personnel militaire américain de Thaïlande.
- 9 septembre : décès de Mao Zedong.

### 1977
- 1er janvier : signature de la Charte 77 par des intellectuels tchécoslovaques, dont Václav Havel.
- 20 janvier : Jimmy Carter devient président des États-Unis.
- 23 juillet : début de la guerre de l'Ogaden — la Somalie attaque l'Éthiopie ; l'URSS et Cuba soutenant l'Éthiopie, la Somalie rompt avec le camp soviétique.

### 1978
- 15 mars : défaite de la Somalie, fin de la guerre de l'Ogaden.
- 17 septembre : signature des accords de Camp David, à la suite desquels l'Égypte reconnaît Israël.
- 25 décembre : installation de la république démocratique d'Afghanistan communiste.
- 25 décembre : le Vietnam lance une offensive terrestre majeure contre le Kampuchéa démocratique (régime des Khmers rouges au Cambodge).

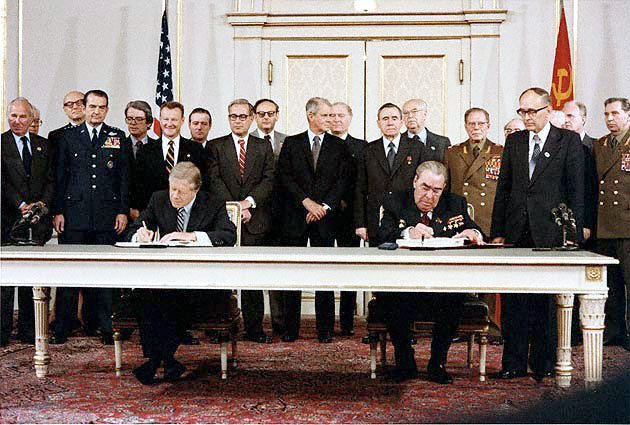
Signature des accords SALT II (1979).

### 1979
- 7 janvier : le Viêt Nam renverse le régime cambodgien des Khmers Rouges et installe un gouvernement pro-vietnamien et pro-soviétique.
- 16 janvier : révolution iranienne — instauration de la théocratie de l'ayatollah Khomeini et deuxième choc pétrolier.
- 17 février : guerre sino-vietnamienne — la Chine attaque le Viêt Nam pour le punir d'avoir envahi le Cambodge.
- 9 mai : guerre civile au Salvador entre les insurgés marxistes et le gouvernement pro-américain.
- 18 juin : accords SALT II.
- 3 juillet : Jimmy Carter signe la première directive visant à aider secrètement les opposants au régime communiste en Afghanistan.
- 17 juillet : les forces du Front sandiniste de libération nationale marchent sur la capitale du Nicaragua, Managua. La famille Somoza et d'autres grands propriétaires sont expropriés.
- septembre : le président marxiste de l'Afghanistan, Nur Mohammed Taraki, est déposé et assassiné. Il est remplacé par un autre dirigeant communiste, Hafizullah Amin.
- 27 décembre : guerre d'Afghanistan (1979-1989) — l'URSS envahit l'Afghanistan pour soutenir le régime communiste.

### 1980
- 22 février : « Miracle sur glace » — Victoire américaine sur les soviétiques lors des demi-finales du tournoi olympique de hockey sur glace lors des XIIIe Jeux olympiques d'hiver.
- 21 mars : boycott des Jeux olympiques d'été de 1980 à Moscou — Une cinquantaine de nations (dont les États-Unis) refusent d'envoyer des athlètes à la suite de l'invasion de l'Afghanistan par l'Union soviétique.
- 31 août : accord de Gdańsk en Pologne — à l'issue de 14 jours de grève au chantier naval Lénine de Gdansk, le vice-Premier ministre Mieczyslaw Jagielski consigne avec Lech Wałęsa un accord qui ouvre la voie à la constitution des syndicats indépendants.
- 23 octobre : démission d'Alexis Kossyguine, premier ministre de l'URSS, pour raisons de santé — il meurt le 18 décembre.

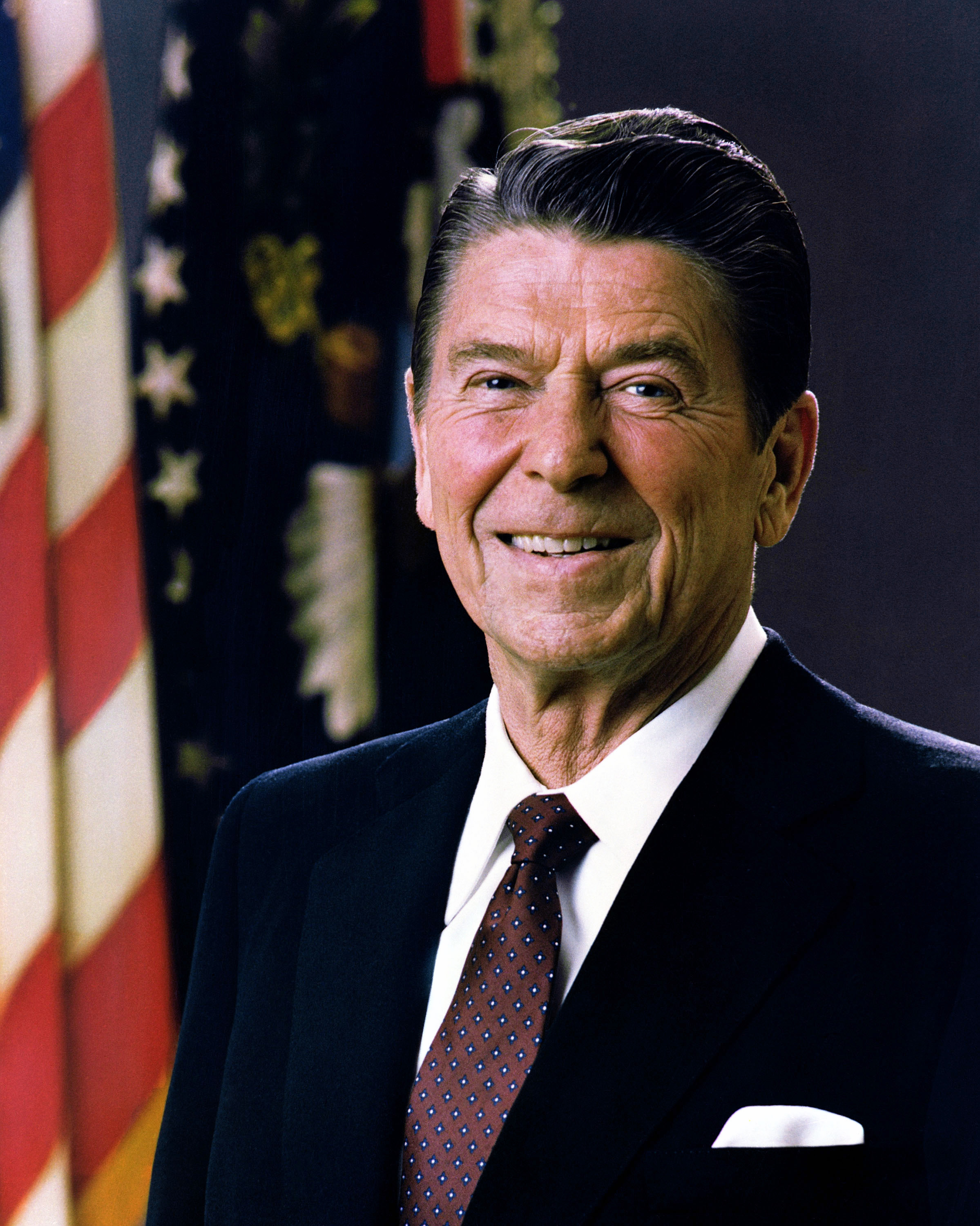
Ronald Reagan.

### 1981
- 20 janvier : Ronald Reagan devient le président des États-Unis.
- 19 août : incident du golfe de Syrte — des avions libyens attaquent des jets américains dans le golfe de Syrte illégalement annexé par la Libye.
- 3 septembre : soulèvement de Solidarność.
- 23 novembre : début du soutien de la CIA aux Contras opposés au gouvernement sandiniste du Nicaragua.

### 1982
- 2 avril : guerre des Malouines.
- 30 mai : l'Espagne rejoint l'OTAN
- 6 juin : Israël envahit le Liban
- 10 novembre : décès de Léonid Brejnev.
- 14 novembre : Iouri Andropov devient dirigeant de l'URSS.

### 1983
- 25 octobre : invasion de la Grenade — les États-Unis, la Barbade, la Jamaïque et les membres de l'Organisation des États de la Caraïbe orientale (OECO) débarquent des troupes sur l'île de la Grenade et renversent le gouvernement marxiste et militaire de Hudson Austin.
- 7 novembre : Able Archer 83 — exercice de postes de commandement de l'OTAN afin de s'entraîner aux procédures de commandement, notamment lors du passage d'une guerre conventionnelle à l'utilisation de frappes nucléaires.

### 1984
- 28 juillet : boycott des Jeux olympiques d'été de 1984 à Los Angeles par le bloc soviétique.
- 16 décembre : Margaret Thatcher rencontre Mikhaïl Gorbatchev à Chequers.

## Fin de la guerre froide ou nouvelle détente: 1985 - 1991

### 1985
- 11 mars : Mikhaïl Gorbatchev devient le dirigeant de l'URSS
- 21 novembre : première rencontre entre Ronald Reagan et Mikhaïl Gorbatchev lors du sommet de Genève — les deux dirigeants décident de négocier sur les armes stratégiques, de rétablir les liaisons aériennes entre les deux pays[5].

### 1986
- 13 février : la France lance l'opération Épervier pour contrer l'invasion libyenne du Tchad.
- 15 avril : opération El Dorado Canyon
- 26 avril : catastrophe de Tchernobyl — accident nucléaire dans la centrale nucléaire Lénine en Ukraine.
- 11 octobre : sommet de Reykjavik.
- 12 septembre : l'avion présidentiel du Mozambique s'écrase — le premier président du pays, Samora Machel, un marxiste, est tué dans l'accident avec 33 autres personnes.
- 3 novembre : affaire Iran-Contra (ou Irangate)

### 1987
- juin : Gorbatchev annonce la mise en place de la Glasnost et de la Perestroika.
- 12 juin : visite de Reagan à Berlin.
- 10 septembre : bataille de Cuito Cuanavale — Elle oppose les soldats angolais et cubains aux combattants de l'UNITA soutenus par l'armée sud-africaine (SADF).
- 8 décembre : Traité sur les forces nucléaires à portée intermédiaire — signé à Washington, il vise le démantèlement, par les États-Unis et l'URSS, de missiles à charges nucléaires et à charges conventionnelles.

### 1988
- 15 mai : Début du retrait des troupes soviétiques d'Afghanistan.
- 22 décembre : Retrait de l'Afrique du Sud de la Namibie.

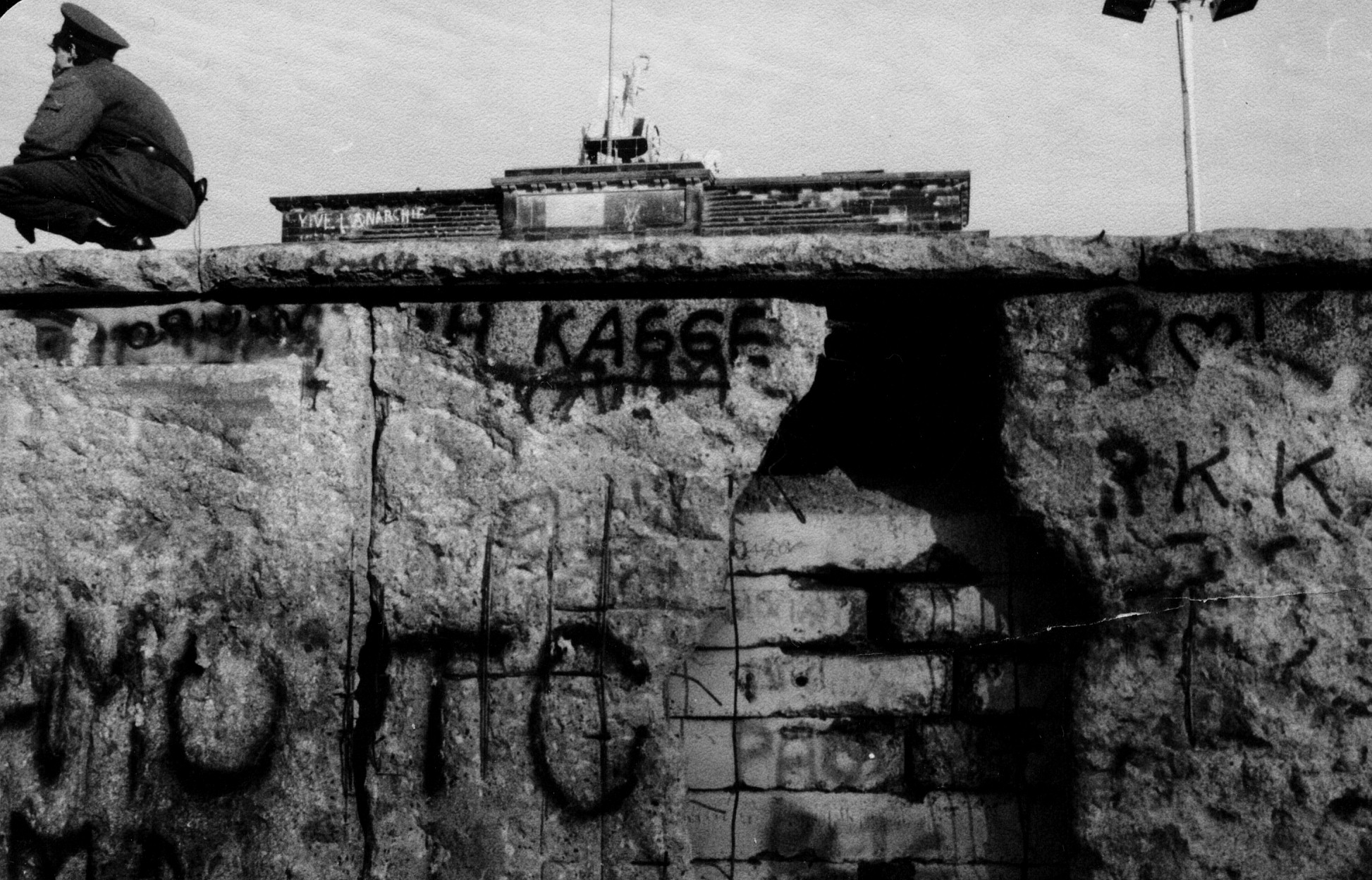
Mur en partie détruit près de la porte de Brandebourg, un soldat surveille ce qu'il en reste, novembre 1989.

### 1989
- 20 janvier : George H. W. Bush devient président des États-Unis.
- printemps : la Hongrie ouvre son « rideau de fer ».
- 4 juin : manifestations de la place Tian'anmen en Chine.
- août : élections en Pologne. Tadeusz Mazowiecki, membre de Solidarnosc, devient Premier ministre de la Pologne.
- 23 août : voie balte — des citoyens estoniens, lettons et lituaniens forment une chaîne humaine de Tallinn à Vilnius via Riga, manifestant pour l'indépendance vis-à-vis de l'URSS.
- 26 septembre : fin du retrait du Cambodge des troupes vietnamiennes.
- 2 octobre : 20 000 manifestants défilent dans les rues de Leipzig. Mikhaïl Gorbatchev, venu à Berlin-Est célébrer le quarantième anniversaire de la naissance de la RDA, indique à ses dirigeants que le recours à la répression armée est à exclure[6].
- 18 octobre : Erich Honecker, dirigeant de l'Allemagne de l'Est, cède aux manifestants et démissionne.
- 4 novembre : un million de manifestants à Berlin-Est, des centaines de milliers dans les autres grandes villes de la RDA.
- 9 novembre : chute du Mur de Berlin.
- 10 novembre : destitution de Todor Jivkov, dirigeant de la Bulgarie.
- 16 novembre : révolution de velours en Tchécoslovaquie.
- 3 décembre : sommet de Malte — Mikhaïl Gorbatchev et George H. W. Bush déclarent qu'une longue période de paix commence. Certains voient dans cette annonce la fin de la guerre froide.
- 14 décembre : retour de la démocratie au Chili.
- 16-25 décembre : révolution roumaine de 1989.

### 1990
- 26 février : le gouvernement sandiniste du Nicaragua est rejeté par des élections démocratiques.
- 3 octobre : réunification de l'Allemagne.

### 1991
- Juillet : dissolution du Pacte de Varsovie.
- 19 août : putsch de Moscou — coup d'État d'un groupe de tenants de la ligne « dure » au sein du Parti communiste de l'Union soviétique. Les putschistes déposent brièvement le dirigeant Mikhaïl Gorbatchev et tentent de prendre le contrôle du pays, en vain. Cet événement prive définitivement l'URSS de crédibilité : les républiques de l'Union accèdent à l'indépendance les unes après les autres.
- 25 décembre : discours du président George H. W. Bush annonçant la fin de la guerre froide ; Mikhaïl Gorbatchev démissionne. À travers le monde, les États reconnaissent toutes les ex-républiques de l'URSS et établiront plus tard des relations diplomatiques avec elles. Le drapeau soviétique flottant sur le Kremlin disparaît, remplacé par le drapeau de la Russie.
- 26 décembre : dissolution du Conseil des républiques du Soviet suprême et fin formelle de l'URSS.
- 31 décembre : fin des dernières institutions soviétiques restantes et des éventuelles opérations en cours.